# Hénanbihen
Hénanbihen (bretonisch Henant-Bihan, Gallo: Hénaunt-Bihen) ist eine französische Gemeinde mit 1.429 Einwohnern (Stand: 1. Januar 2022) im Département Côtes-d’Armor in der Region Bretagne. Sie gehört zum Arrondissement Saint-Brieuc und zum Kanton Pléneuf-Val-André. Die Einwohner werden Hénanbihannais und Hénanbihannaises genannt.

## Geographie
Hénanbihen liegt etwa 32 Kilometer westnordwestlich von Dinan und wird umgeben von den Nachbargemeinden Plurien im Norden, Pléboulle im Nordosten, Ruca im Osten, Saint-Pôtan im Osten und Südosten, Landébia im Südosten, Saint-Denoual im Süden, Hénansal im Südwesten und Westen sowie La Bouillie im Westen und Nordwesten. Durch die Gemeinde fließt der Frémur.

## Bevölkerungsentwicklung
| Jahr          | 1962 | 1968 | 1975 | 1982 | 1990 | 1999 | 2006 | 2019 |
| Einwohner     | 1469 | 1431 | 1390 | 1404 | 1346 | 1294 | 1313 | 1325 |
| Quelle: INSEE |      |      |      |      |      |      |      |      |

## Sehenswürdigkeiten
- Allée couverte von La Roche Couverte

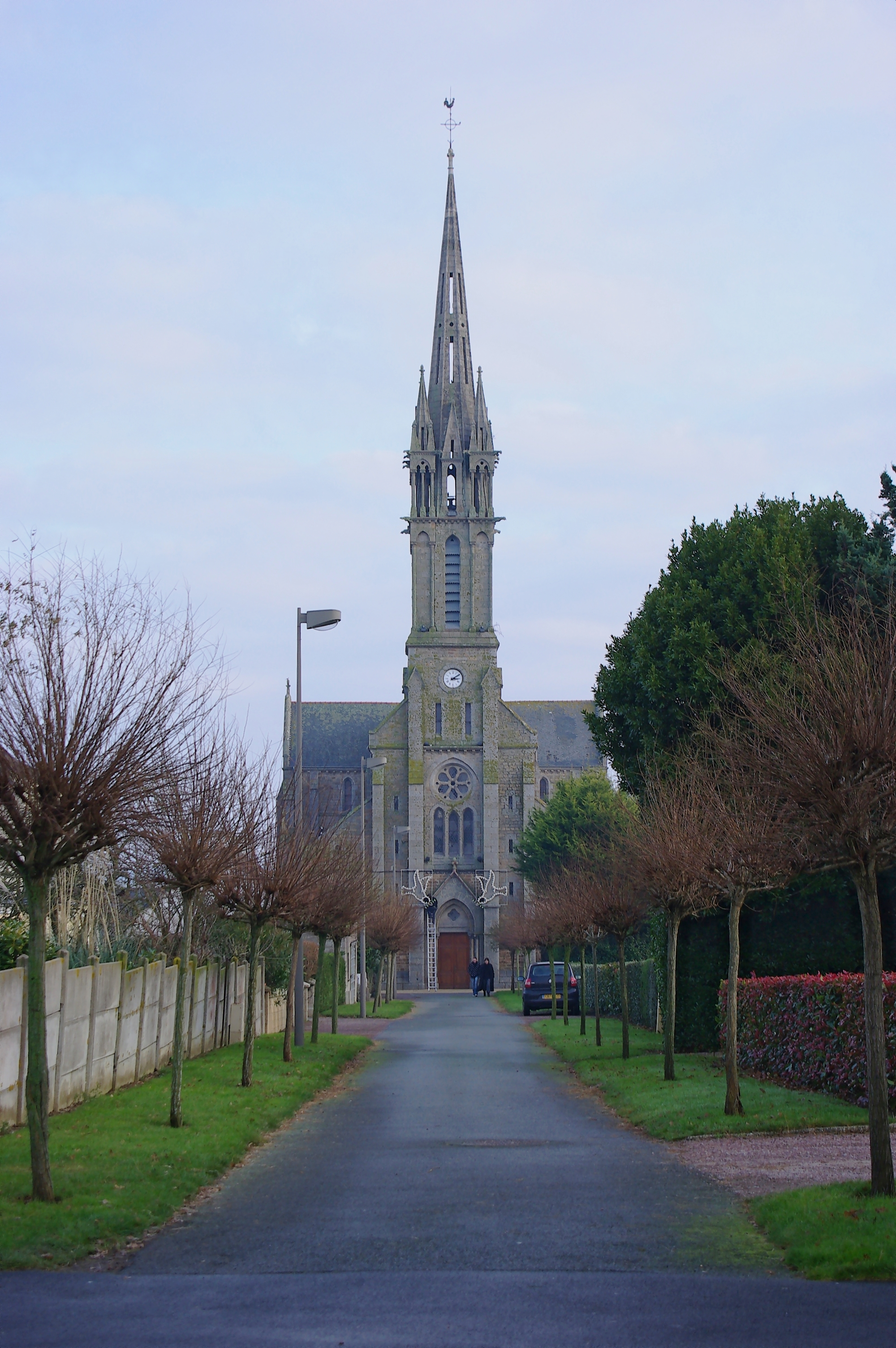
Kirche Saint-Nicolas-et-Saint-Guillaume
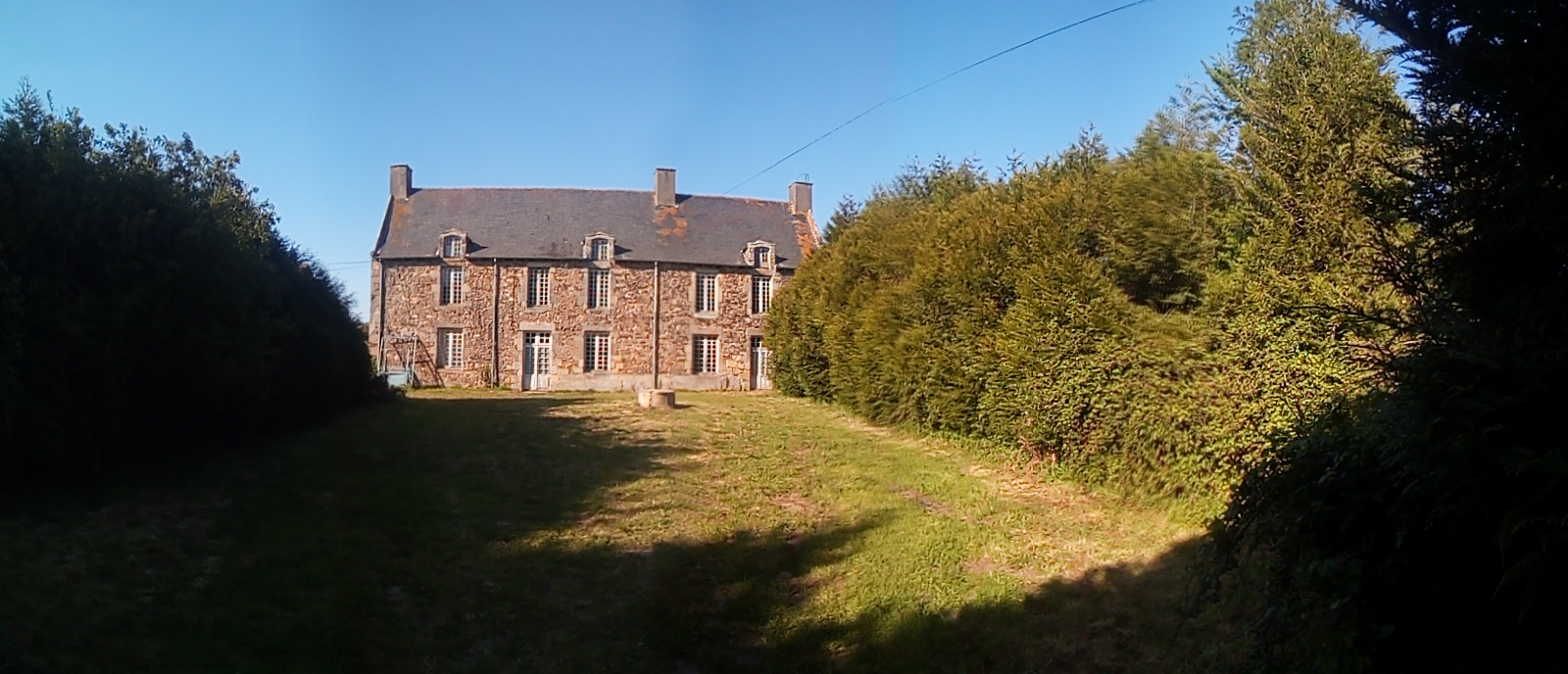
Schloss La Villehelleuc
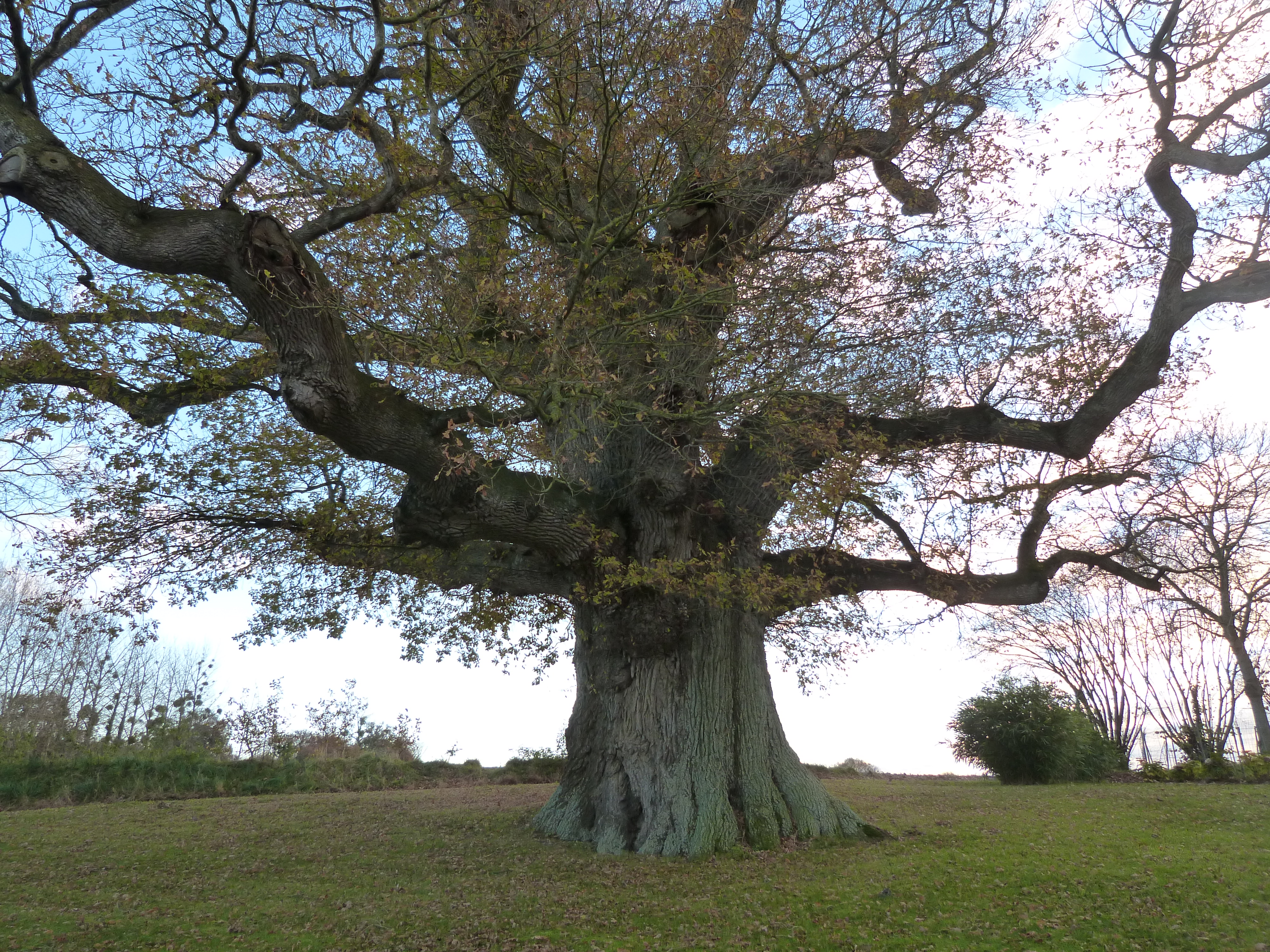
Stieleiche in Hénanbihen

- Herrenhaus La Folinaye

- Kirche Saint-Nicolas-et-Saint-Guillaume
- Schloss Guérande
- Stieleiche in Hénanbihen

## Persönlichkeiten
- Jean-Baptiste Boivin (1898–1970), Erzbischof von Abidjan